# Kanton Buena Fe
Der Kanton Buena Fe, auch Kanton San Jacinto de Buena Fe, befindet sich in der Provinz Los Ríos westzentral in Ecuador. Er besitzt eine Fläche von 581 km². Im Jahr 2022 lag die Einwohnerzahl bei rund 74.400. Verwaltungssitz des Kantons ist die Stadt Buena Fe (auch San Jacinto de Buena Fe) mit 38.263 Einwohnern (Stand 2010). Der Kanton Buena Fe wurde am 7. August 1992 eingerichtet.

## Lage
Der Kanton Buena Fe liegt im Nordwesten der Provinz Los Ríos. Er liegt im Tiefland westlich der Cordillera Occidental. Er liegt zwischen den Flussläufen von Río Peripa, einem Quellfluss des Río Daule, der zum Daule-Peripa-Stausee aufgestaut wird, im Westen und dem Oberlauf des Río Vinces (Río Quevedo) mit dessen rechten Quellfluss Río Baba im Osten.
Der Kanton Buena Fe grenzt im Osten an den Kanton Valencia, im Südosten an den Kanton Quevedo, im Südwesten an den Kanton El Empalme der Provinz Guayas, im Westen an den Kanton El Carmen der Provinz Manabí sowie im Norden an den Kanton Santo Domingo der Provinz Santo Domingo de los Tsáchilas.

## Verwaltungsgliederung
Der Kanton Buena Fe ist in die Parroquias urbanas („städtisches Kirchspiel“)
- 7 de Agosto
- 11 de Octubre
- San Jacinto de Buena Fe

und in die Parroquia rural („ländliches Kirchspiel“)
- Patricia Pilar

gegliedert.

## Geschichte
Entwicklung der Einwohnerzahl im Kanton Buena Fe bei landesweiten Volkszählungen zum jeweiligen Gebietsstand:
| Jahr                    | Einwohner | +/-    |
| ----------------------- | --------- | ------ |
| 2001                    | 47.361    | –      |
| 2010                    | 63.148    | 33,3 % |
| 2022                    | 74.410    | 17,8 % |
| Datenherkunft: Wikidata |           |        |